# Скотт, Донован
До́нован Скотт (англ. Donovan Scott; 29 сентября 1947) — американский актёр и режиссёр, ставший известным по роли курсанта Лесли Барбары в фильме «Полицейская академия» (1984).

## Биография
Родился в Чико (Калифорния), там же окончил среднюю школу. Гастролировал по стране с театральной труппой.
Снимается в кино с 1979 года, работал ассистентом режиссёра, вторым режиссёром, режиссёром-постановщиком. Соавтор сценария многосерийного телевизионного фильма на тему романа «Дети капитана Гранта» Жюля Верна — «В империи орлов» (1996).

## Фильмография

### Актёр
| Год       |   | Русское название                 | Оригинальное название                  | Роль                                             |
| --------- | - | -------------------------------- | -------------------------------------- | ------------------------------------------------ |
| 1979      | ф | 1941                             | 1941                                   | моряк                                            |
| 1979      | с | Laverne & Shirley                | Лаверн и Ширли                         | Ролло                                            |
| 1979      | с | Представляя Сьюзен Антон         | Presenting Susan Anton                 |                                                  |
| 1979—1986 | с | Диснейленд                       | Disneyland                             | Фредди Бауэр                                     |
| 1980      | ф | Большая раздача денег            | The Great Cash Giveaway Getaway        | министр                                          |
| 1980      | ф | Попай                            | Popeye                                 | Кастор Ойл                                       |
| 1981      | ф | Невероятно уменьшившаяся женщина | The Incredible Shrinking Woman         | сосед                                            |
| 1981      | ф | Зорро, голубой клинок            | Zorro: The Gay Blade                   | Пако                                             |
| 1982      | ф | Давайте потренируемся            | Olivia Newton-John: Let's Get Physical | парень                                           |
| 1982      | ф | Улыбки Саванны                   | Savannah Smiles                        |                                                  |
| 1982      | ф | Напуганный Силли                 | Scared Silly                           | Скип Мидлер                                      |
| 1982      | с | Slapstick Studios                | Оригинальное название неизвестно       |                                                  |
| 1982—1985 | с | Театр волшебных историй          | Faerie Tale Theatre                    | Французский повар, Медвежонок, Герман Тод, гость |
| 1983—1983 | с | Затерянный спутник               | The Lost Satellite                     |                                                  |
| 1984      | ф | Полицейская академия             | Police Academy                         | Лесли Барбара                                    |
| 1984      | ф | Шина — королева джунглей         | Sheena: Queen of the Jungle            | Флетчер                                          |
| 1985      | с | Рассказы и легенды долины        | Tall Tales & Legends                   | Джо, Человек на Луне                             |
| 1986      | ф | Лучшие времена                   | The Best of Times                      | Эдди                                             |
| 1986      | ф | Психо 3                          | Psycho III                             | Кайл                                             |
| 1990      | ф | Назад в будущее 3                | Back to the Future Part III            | заместитель                                      |
| 1990      | ф | Чокнутые                         | Чокнутые                               | разбойник с лягушкой                             |
| 1996      | ф | В империи орлов                  | Im Reich der Adler                     | Вилли                                            |
| 1999      | ф | Взрыв из прошлого                | Blast from the Past                    | Рон                                              |
| 2007      | ф | Я знаю, кто убил меня            | I Know Who Killed Me                   | шериф Леон Кардеро                               |
| 2016      | с | Супермаркет                      | Superstore                             | Том                                              |

### Режиссёр
| Год  |   | Название        | Примечание                                           |
| ---- | - | --------------- | ---------------------------------------------------- |
| 1993 | с | Аляска Кид      | зелёная ✓                                            |
| 1996 | ф | В империи орлов | , также автор сценария (совместно с Полом Николасом) |
| 2011 | с | В немилости     | зелёная ✓                                            |